# Vicente López Copete
Vicente López Copete (Badajoz, 1914 - Elche, 3 de enero de 1996) fue verdugo titular de las Audiencias Territoriales de Barcelona, Aragón y Navarra entre los años 1953 y 1974, si bien su última ejecución tuvo lugar en 1966.
Su ámbito de actuación se extendía por la zona nororiental de España (Cataluña, Aragón y Navarra), aunque también actuó en Palencia. Residía en Badajoz y se trasladaba al lugar de ejecución cuando se le requería. En sus dos primeras ejecuciones, las de Fortunato Gras Tejedor y Blas Fuster Carreté (madrugadas del 9 y el 10 de abril de 1954) fue asistido por el verdugo de Valladolid, Florencio Fuentes Estébanez
. También su amigo Antonio López Sierra llegó a asistirle en alguna ejecución.
Puesto que Vicente Copete era el verdugo de Barcelona, a él le correspondía ejecutar a Salvador Puig Antich. Sin embargo, por esas fechas (marzo de 1974), había sido condenado por estupro y expulsado del cuerpo de verdugos. La ejecución le fue encargada al titular de Madrid, Antonio López Sierra. Tampoco intervino en la ejecución de Heinz Ches que fue llevada a cabo por José Monero Renomo.
Falleció en Elche a los 82 años el 3 de enero de 1996.

## Cultura popular
Basilio Martín Patino reflejó en su película-documental de 1977, Queridísimos verdugos, el quehacer de los tres verdugos que trabajaban en esos años en España. En dicho film se puede ver y oír a estos personajes hablar de su propio oficio.

## Reos ejecutados por Vicente López Copete (lista incompleta)
- Fortunato Gras Tejedor (Barcelona, 9 de abril de 1953)
- Blas Fuster Carreté (Barcelona, 10 de abril de 1953)
- Esteban Serra Major (Barcelona, 2 de diciembre de 1953)
- Benito Pascual Serra (Lérida, 23 de diciembre de 1953)
- Enrique Sánchez Roldán "El Mula" (Barcelona, 30 de marzo de 1954)
- José Antonio Vilato (Barcelona, 10 de febrero de 1955)
- José Oms Huguet (Lérida, 28 de febrero de 1956)
- Manuel Delgado Muñoz (Barcelona, 3 de enero de 1959)
- Joaquín Ambrosio Martínez (Barcelona, 14 de julio de 1959)
- Santiago Viñuelas Mañero (Palencia, 19 de noviembre de 1959)[2]
- Joaquín Delgado Martínez (Madrid, 17 de agosto de 1963)[6]
- Francisco Granados Gata (Madrid, 17 de agosto de 1963)[6]